# Intel 8087
8087 – koprocesor współpracujący z układami 8086 i 8088. Składa się on z dwóch jednostek:
- układu sterującego, który kontroluje wymianę danych między procesorem a koprocesorem
- układu obliczeń numerycznych, który dokonuje takich obliczeń jak: dodawanie, odejmowanie, mnożenie, dzielenie, wartość bezwzględną, zmianę znaku, resztę z dzielenia, zaokrąglanie, logarytmowanie, obliczanie pierwiastka kwadratowego i innych obliczeń matematycznych